# Внесистемная единица
Внесистемная единица — единица физической величины, не входящая ни в одну из систем единиц, или, в более широком смысле, единица, не входящая в систему единиц, применяемую в конкретном случае. В качестве примеров внесистемных единиц можно привести миллиметр ртутного столба, лошадиную силу и т. п.
Продолжающееся существование единиц, не входящих в систему СИ, частично связано с тем, что некоторые внесистемные единицы по своей величине весьма удобны для специализированных отраслей науки и техники или для использования в быту, например:
- единицы длины — астрономическая единица, световой год, парсек;
- единица массы — атомная единица массы;
- единица площади — барн;
- единица силы — дина;
- единица работы — эрг;
- единицы, связанные с магнетизмом — максвелл, гаусс.
- единица скорости протекания геологических процессов — единица Бубнова